# Peter Mayhew
Peter William Mayhew (n. 19 mai 1944, Greater London, Anglia, Regatul Unit – d. 30 aprilie 2019, Boyd⁠(d), Texas, SUA) a fost un actor  britanico-american. El a fost cel mai bine cunoscut pentru rolul lui Chewbacca în seria de filme Războiul stelelor. Mayhew a jucat personajul în toate aparițiile sale live-action, de la originalul din 1977 la Războiul stelelor: Trezirea Forței din 2015, înainte de a se retrage din rol.

## Filmografie

### Film
| An   | Titlu                                             | Rol       | Note                       | Ref.                |
| ---- | ------------------------------------------------- | --------- | -------------------------- | ------------------- |
| 1977 | Războiul stelelor                                 | Chewbacca |                            | [ 9 ]               |
| 1977 | Sinbad and the Eye of the Tiger                   | Minoton   | Nemenționat                | [ 10 ]              |
| 1978 | Terror                                            | Mecanicul |                            | [ 11 ]              |
| 1980 | Imperiul contraatacă                              | Chewbacca |                            | [ 9 ]               |
| 1982 | Return of the Ewok                                | Chewbacca | Video, documentar, scurt   | [ 12 ]              |
| 1983 | Întoarcerea lui Jedi                              | Chewbacca |                            | [ 9 ]               |
| 1987 | Star Tours                                        | Chewbacca | Scurt; nemenționat         | [ 13 ]              |
| 2004 | Comic Book: The Movie                             | Rolul său |                            | [ 14 ]              |
| 2005 | Războiul stelelor - Episodul III: Răzbunarea Sith | Chewbacca |                            | [ 9 ]               |
| 2008 | Yesterday Was a Lie                               | Dead Man  |                            | [ 15 ]              |
| 2009 | Războiul fanilor                                  | Rolul său | Nemenționat                |                     |
| 2015 | Războiul stelelor: Trezirea Forței                | Chewbacca | Împreună cu Joonas Suotamo | ultimul rol de film |

### Televiziune
| An   | Titlu                                | Rol             | Note                                      |
| ---- | ------------------------------------ | --------------- | ----------------------------------------- |
| 1977 | Donny & Marie                        | Chewbacca       | Guest                                     |
| 1978 | Star Wars Holiday Special            | Chewbacca       | Special TV                                |
| 1980 | The Muppet Show                      | Chewbacca       | Episodul : "The Stars of Star Wars"       |
| 1981 | Dark Towers                          | The Tall Knight | [ 11 ]                                    |
| 1985 | The Kenny Everett Television Show    | Diverse         | Episodul #3.3                             |
| 2004 | Dragon Ball GT: A Hero's Legacy      | Susha (Gettō)   | Voce; dublaj în engleză; special TV       |
| 2011 | Războiul stelelor: Războiul clonelor | Chewbacca       | Episodul: "Wookiee Hunt"; Special Thanks  |
| 2011 | Glee                                 | Chewbacca       | Episodul: "Extraordinary Merry Christmas" |
| 2012 | Breaking In                          | Rolul său       | Episodul: "Episode XIII"                  |